# Gerd Reimers
Gerd Karin Selma Reimers, född Wadelius den 22 maj 1926 i Vetlanda, död 13 december 2019, var en svensk kulturjournalist och författare. 
Reimers arbetade på Skånska Dagbladet 1946–1950. Därefter var hon konstkritiker på Stockholms-Tidningen fram till 1961. Hon tog filosofie kandidatexamen i Stockholm 1953. Från 1961 till 1972 var hon konstkritiker på Svenska Dagbladet. Hon hade uppdrag som redaktionssekreterare för tidskrifterna Form 1961–1962 och Musik-Kultur 1961–1972. Hon skrev för den tyska tidskriften Moebel Interior Design från 1964 fram till 1980. På det egna förlaget Edition Reimers gav hon tillsammans med sin man ut ett stort antal skrifter.
Gerd Reimers var gift med Lennart Reimers.